# Leucochimona molina
Leucochimona molina är en fjärilsart som beskrevs av Frederick DuCane Godman och Osbert Salvin 1885. Leucochimona molina ingår i släktet Leucochimona och familjen Riodinidae. Inga underarter finns listade i Catalogue of Life.